# William R. Smedberg III

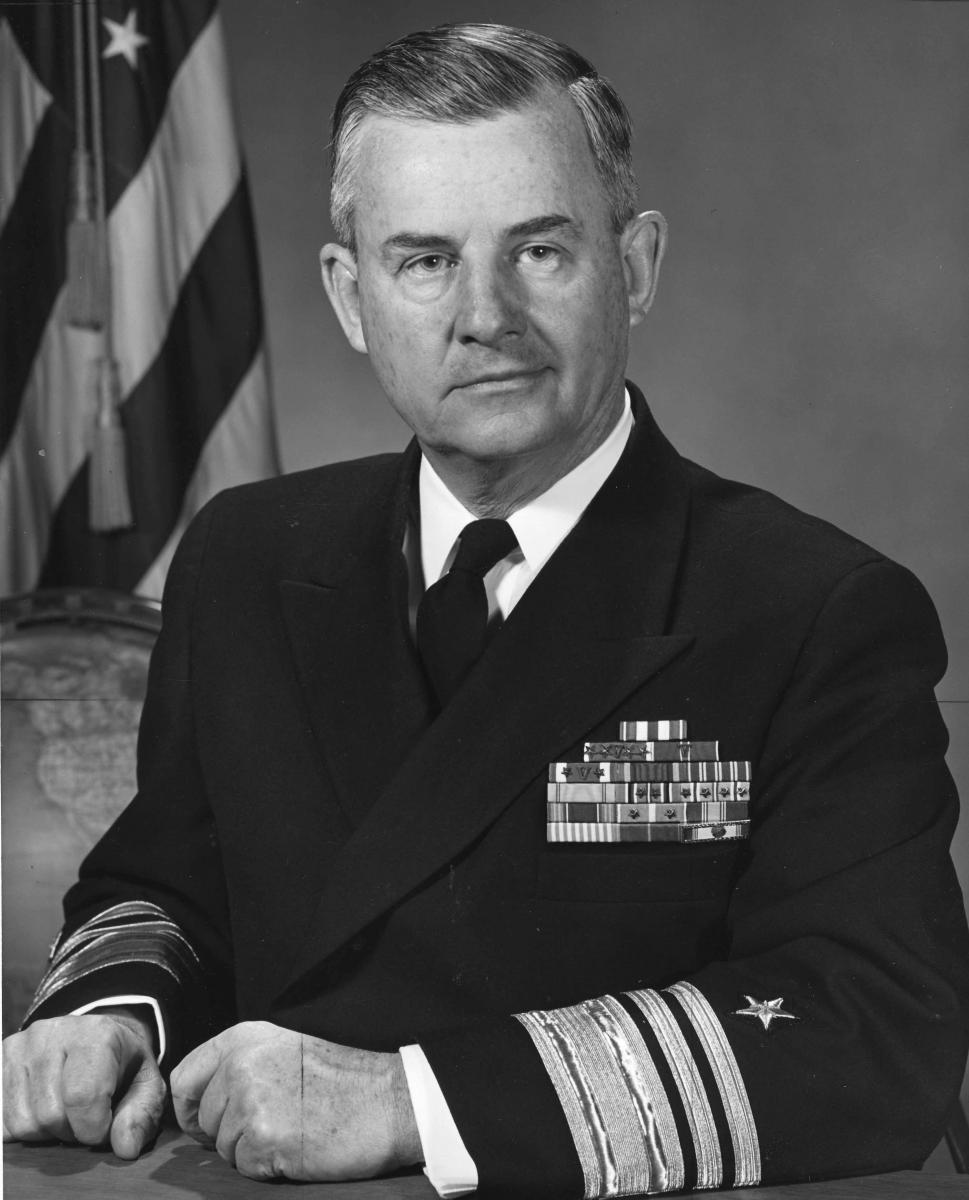
William R. Smedberg III

William Renwick Smedberg III (* 28. September 1902 in Fort Grant, Graham County, im damaligen Arizona-Territorium; † 5. Oktober 1994 in Falls Church, Virginia) war ein Vizeadmiral der United States Navy. Er war unter anderem Leiter (Superintendent) der United States Naval Academy (USNA).

## Leben
Er war ein Sohn von William Renwick Smedberg Jr. (1871–1942) und dessen Frau Louise Chaffin (1879–1977). Der Vater war Offizier der United States Army, in der er bis zum Brigadegeneral aufstieg. Zum Zeitpunkt der Geburt des Sohnes war er im damaligen Arizona-Territorium stationiert.
Im Jahr 1926 absolvierte der jüngere Smedberg die United States Naval Academy in Annapolis in Maryland. In der amerikanischen Kriegsmarine durchlief er anschließend alle Offiziersränge bis zum Vizeadmiral.
Im Lauf seiner militärischen Karriere absolvierte er verschiedene Kurse und Schulungen. Dazu gehörten unter anderem eine Ausbildung zum Marineflieger und ein Kurs im Kommunikationsbereich (communications course). In den Jahren nach seiner Graduation an der Marineakademie diente er in unterschiedlichen Funktionen, darunter auch als Nachrichtenoffizier, auf verschiedenen Schiffen der amerikanischen Kriegsmarine.
Nach dem amerikanischen Eintritt in den Zweiten Weltkrieg gehörte er zunächst dem Stab des Chief of Naval Operations an. Im weiteren Kriegsverlauf erhielt er das Kommando über den Zerstörer USS Lansdowne und dann über die USS Hudson, die ebenfalls zu den Zerstörern gehörte. Beide Schiffe operierten im pazifischen Bereich. Anschließend war er Stabschef der Task Force 39 und der Cruiser Division 12, die an den Kämpfen um die Salomonen beteiligt waren. Zuletzt war er Nachrichtenoffizier im Stab von Flottenadmiral Ernest J. King dem damaligen Chief of Naval Operations.
Im Jahr 1946 gehörte dem Stab des damaligen Marineministers James V. Forrestal an. Anschließend war er unter anderem Kommandeur einer Zerstörerdivision und Leiter einer Stabsabteilung der Marineakademie in Annapolis. Während des Koreakriegs war er Kapitän des Schlachtschiffs USS Iowa. Danach amtierte er als Stabschef der im Atlantik operierenden amerikanischen Zerstörerflotte (chief of staff to Commander Destroyer Force Atlantic Fleet).
Am 16. März 1956 übernahm William Smedberg als Nachfolger von Walter F. Boone als Superintendent die Leitung der Marineakademie in Annapolis. Dieses Amt bekleidete er bis zum 27. Juni 1958 als Charles L. Melson seine Nachfolge antrat. Damals unterstand die Akademie (bis zum Jahr 1962) dem Severn River Naval Command, das ebenfalls von Smedberg geleitet wurde. In der Folge war er für einige Monate Kommandeur der Kreuzer- und Zerstörereinheiten der pazifischen Flotte (Commander, Cruiser-Destroyer Force, Pacific Fleet). Anschließend kommandierte er die 2. Flotte. Zwischen 1960 und 1964 leitete er die Personalverwaltung der gesamten amerikanischen Marine (Chief of Naval Personnel, Chief of the Bureau of Naval Personnel). Anschließend schied er aus dem aktiven Militärdienst aus.
Der mit Claudia Barden (1906–1991) verheiratete Offizier starb am 5. Oktober 1994 und wurde auf dem amerikanischen Nationalfriedhof Arlington beigesetzt. Sein Sohn William Renwick Smedberg IV (1929–2008) brachte es in der amerikanischen Kriegsmarine bis zum Rear Admiral. Ein weiterer Sohn war Edwin Barden Smedberg (1934–2021). Er stieg in der Marine bis zum Kapitän zur See (Captain) auf.

## Orden und Auszeichnungen
William Smedberg III erhielt im Lauf seiner militärischen Laufbahn unter anderem folgende Auszeichnungen:
- Navy Distinguished Service Medal
- Silver Star
- Legion of Merit